# Distantie en similariteit
Met distantie en similariteit wordt de mate van verschil de mate en van overeenkomst in kenmerken of attributen van multivariate objecten bedoeld zoals deze berekend kunnen worden op grond van de gemeten variabelen, dus van attributen of kenmerken, van multivariate objecten.
Distanties of dissimilariteiten zijn de verschillen die bepaald worden op grond van waarden (of responsies) voor de kenmerken of attributen bij verschillende objecten. De meest bekende distantie is de euclidische afstand.
Similariteiten zijn juist de overeenkomsten tussen variabelen of tussen objecten. Dergelijke gegevens ten behoeve van de berekening worden weergegeven in tabellen (matrix) met rijen en kolommen voor de variabelen en de objecten. De meest bekende similariteit-maten zijn de correlatiecoëfficienten.
Bij de multivariate objecten gaat het bijvoorbeeld om vogeltellingen, steekproeven, hydrobiologische monsters of vegetatieopnamen, waarbij de attributen bestaan uit de waargenomen soorten, en de waarden bestaan uit waarnemingen van de af- of aanwezigheid of de aantallen voor elke vogel- of plantensoort.

## Gebruik
Distanties en similariteiten worden wel gebruikt bij multivariate statistische methoden als clusteranalyse en bij ordinatie van biologische en ecologische gegevens. 
Voorafgaand aan de gegevensverwerking is het vaak nodig eerst de distanties of similariteiten tussen de objecten te berekenen, na voorafgaande standaardisatie of normalisatie van de basisgegevens. 
Bij een dergelijke berekening gaan de oorspronkelijke data van de variabelen verloren. 
Er zijn ook 'directe' analysemethoden beschikbaar, waar deze voorafgaande berekeningen niet nodig zijn.

## Indexen
|                                                                           |                                         | m objecten (monsters, samples)        | m objecten (monsters, samples)        | m objecten (monsters, samples) | m objecten (monsters, samples)        | m objecten (monsters, samples) | m objecten (monsters, samples)        | m objecten (monsters, samples) | m objecten (monsters, samples)        | randtotalen variabelen ↓                             |
| Object1                                                                   | Object2                                 |                                       | Objectf                               |                                | Objectg                               |                                | Objectm                               |                                |                                       | randtotalen variabelen ↓                             |
| n afhankelijke variabelen {\displaystyle y_{1}} t/m {\displaystyle y_{n}} | Variabele1 {\displaystyle y_{1}}        | {\displaystyle y_{11}}                | {\displaystyle y_{12}}                |                                | {\displaystyle y_{1f}}                |                                | {\displaystyle y_{1g}}                |                                | {\displaystyle y_{1m}}                | {\displaystyle \sum _{k=1}^{m}y_{1k}}                |
| n afhankelijke variabelen {\displaystyle y_{1}} t/m {\displaystyle y_{n}} | Variabele2 {\displaystyle y_{2}}        | {\displaystyle y_{21}}                | {\displaystyle y_{22}}                | {\displaystyle y_{2f}}         | {\displaystyle y_{2g}}                | {\displaystyle y_{2m}}         | {\displaystyle \sum _{k=1}^{m}y_{2k}} |                                |                                       |                                                      |
| n afhankelijke variabelen {\displaystyle y_{1}} t/m {\displaystyle y_{n}} |                                         |                                       |                                       |                                |                                       |                                |                                       |                                |                                       |                                                      |
| n afhankelijke variabelen {\displaystyle y_{1}} t/m {\displaystyle y_{n}} | Variabelei {\displaystyle y_{i}}        | {\displaystyle y_{i1}}                | {\displaystyle y_{i2}}                | {\displaystyle y_{if}}         | {\displaystyle y_{ig}}                | {\displaystyle y_{im}}         | {\displaystyle \sum _{k=1}^{m}y_{ik}} |                                |                                       |                                                      |
| n afhankelijke variabelen {\displaystyle y_{1}} t/m {\displaystyle y_{n}} |                                         |                                       |                                       |                                |                                       |                                |                                       |                                |                                       |                                                      |
| n afhankelijke variabelen {\displaystyle y_{1}} t/m {\displaystyle y_{n}} | Variabelej {\displaystyle y_{j}}        | yj1                                   | {\displaystyle y_{j2}}                | {\displaystyle y_{jf}}         | {\displaystyle y_{jg}}                | {\displaystyle y_{jm}}         | {\displaystyle \sum _{k=1}^{m}y_{jk}} |                                |                                       |                                                      |
| n afhankelijke variabelen {\displaystyle y_{1}} t/m {\displaystyle y_{n}} |                                         |                                       |                                       |                                |                                       |                                |                                       |                                |                                       |                                                      |
| n afhankelijke variabelen {\displaystyle y_{1}} t/m {\displaystyle y_{n}} | Variabelen {\displaystyle y_{n}}        | {\displaystyle y_{n1}}                | {\displaystyle y_{n2}}                | {\displaystyle y_{nf}}         | {\displaystyle y_{ng}}                | {\displaystyle y_{nm}}         | {\displaystyle \sum _{k=1}^{m}y_{nk}} |                                |                                       |                                                      |
| \| randtotalen voor de objecten \| → \|                                   | \| randtotalen voor de objecten \| → \| | {\displaystyle \sum _{h=1}^{n}y_{h1}} | {\displaystyle \sum _{h=1}^{n}y_{h2}} |                                | {\displaystyle \sum _{h=1}^{n}y_{hf}} |                                | {\displaystyle \sum _{h=1}^{n}y_{hg}} |                                | {\displaystyle \sum _{h=1}^{n}y_{hm}} | {\displaystyle \sum _{h=1}^{n}\sum _{k=1}^{m}y_{hk}} |
| randtotalen voor de objecten                                              | →                                       |                                       |                                       |                                |                                       |                                |                                       |                                |                                       |                                                      |

Voor een objecten-bij-attributentabel zijn voor het berekenen van indexen of coëfficiënten voor distantie en similariteit (verschil en overeenkomst) van de objecten of van de attributen een groot aantal verschillende indexen beschikbaar. Voor de elk van attributen is er slechts één variabele. Als er meer variabelen zijn worden deze gecombineerd tot slechts één variabele. 
Similariteiten kunnen vaak worden omgerekend tot distanties en omgekeerd. De rol van objecten en variabelen kan in sommige gevallen worden omgewisseld, zodat niet alleen de distanties en similariteiten tussen de objecten kunnen worden berekend, maar ook tussen attributen of variabelen.

### Meetschaal
De keuze van de index hangt af van de meetschaal van de gegevens. Vaak is een mogelijkheid de waarden van de ene schaal te transformeren naar een andere schaal. 
Voorbeeld: Bij vegetatieopnamen (de objecten) volgens de Braun-Blanquet-methode worden voor de soorten (de attributen) de variabelen voor bedekking en voor talrijkheid samengevoegd tot een gecombineerde schatting (de variabelen) en ten behoeve van numerieke verwerking daarna getransformeerd.
Men onderscheidt de volgende niveaus waarop gemeten wordt:
- Kwalitatieve kenmerken (categorische gegevens):
  - Nominaal: benoemen (niet-rangschikbare waarden)
  -  Ordinaal: ordening (rangschikbare waarden)
- Binaire (variabelen met twee opties: 0/1, -/+, afwezig/aanwezig, nee/ja, onwaar/waar)
- Kwantitatieve kenmerken (numerieke, scalaire, metrische, kardinale gegevens)
  - Discrete gegevens (aftelbaar aantal numerieke waarden)
    - Natuurlijk getallen (bijvoorbeeld telling)
    - Gehele getallen
    -  Reële getallen (getallen op een getallenlijn)

  -  Continue gegevens (niet-aftelbaar aantal numerieke waarden)
    - Interval: met gelijke intervallen
    -  Ratio: intervallen met een betekenisvol nulpunt
- Circulaire gegevens

De bovenstaande zijn niveaus van gegevens in de genoemde volgorde van toenemende complexiteit en omvat een volgend genoemd niveau steeds de eerdere. Circulaire gegevens zijn hier verder buiten beschouwing gelaten, deze worden hier verder niet besproken. Voorbeelden daarvan zijn: dag van de week, maand van het jaar, het seizoen (voorjaar/zomer/herfst/winter), waterhoogte (eb/vloed), tijdstip op de dag, windrichting.

### Waarnemingen nominale variabelen
Waarnemingen met nominale variabelen kunnen ten behoeve van de ggevensverwerking getransformeerd worden in binaire variabelen, door met voor elke nominale waarde een dummy-variabele met 0-1 waarden (binair) aan te maken. 
Voorbeeld: de variabele "Oogkleur" (mogelijke waarden: bruin,blauw en zwart) wordt getransformeerd in de variabelen "Oogkleur bruin" (mogelijke waarden: 1/0), "Oogkleur blauw" (mogelijke waarden: 1/0) en "Oogkleur zwart" (mogelijke waarden: 1/0).
| Transformatie van 1 nominale naar 3 binaire variabelen | Transformatie van 1 nominale naar 3 binaire variabelen | Transformatie van 1 nominale naar 3 binaire variabelen | Transformatie van 1 nominale naar 3 binaire variabelen | Transformatie van 1 nominale naar 3 binaire variabelen |
| Van 1 nominale variabele Oogkleur                      | naar 3 binaire variabelen:                             | naar 3 binaire variabelen:                             | naar 3 binaire variabelen:                             |                                                        |
| Van 1 nominale variabele Oogkleur                      | Bruine ogen                                            | Blauwe ogen                                            | Zwarte ogen                                            |                                                        |
| ------------------------------------------------------ | ------------------------------------------------------ | ------------------------------------------------------ | ------------------------------------------------------ | ------------------------------------------------------ |
| bruin                                                  | 1                                                      | 0                                                      | 0                                                      |                                                        |
| blauw                                                  | 0                                                      | 1                                                      | 0                                                      |                                                        |
| zwart                                                  | 0                                                      | 0                                                      | 1                                                      |                                                        |

### Waarnemingen ordinale variabelen
Waarnemingen met ordinale variabelen kunnen worden getransformeerd in binaire variabelen
Voorbeeld: de variabele "Score" (mogelijke waarden van hoog naar laag: goud, zilver en brons) wordt getransformeerd in de variabelen Score brons (waarde=1 als Score=brons, anders waarde=0), Score zilver (waarde=1 als Score=brons of Score=zilver, anders waarde=0) en Score goud (waarde=1 als Score=brons of Score=zilver of Score=goud).
| Transformatie van 1 ordinale naar 3 binaire variabelen | Transformatie van 1 ordinale naar 3 binaire variabelen | Transformatie van 1 ordinale naar 3 binaire variabelen | Transformatie van 1 ordinale naar 3 binaire variabelen | Transformatie van 1 ordinale naar 3 binaire variabelen |
| Van 1 ordinale variabele Score                         | naar 3 binaire variabelen:                             | naar 3 binaire variabelen:                             | naar 3 binaire variabelen:                             |                                                        |
| Van 1 ordinale variabele Score                         | Score goud                                             | Score zilver                                           | Score brons                                            |                                                        |
| ------------------------------------------------------ | ------------------------------------------------------ | ------------------------------------------------------ | ------------------------------------------------------ | ------------------------------------------------------ |
| goud                                                   | 1                                                      | 0                                                      | 0                                                      |                                                        |
| zilver                                                 | 1                                                      | 1                                                      | 0                                                      |                                                        |
| brons                                                  | 1                                                      | 1                                                      | 1                                                      |                                                        |

### Waarnemingen binaire variabelen
Een binaire variabele is een variabele die slechts twee, elkaar uitsluitende waarden kan aannemen, zoals 1 - 0, Ja - Nee, Positief - Negatief, of Aanwezig - Afwezig. Bij vergelijking van objecten met binaire variabelen worden de waarnemingen zo nodig getransformeerd naar 0 - 1 waarden en kunnen de formules vereenvoudigd worden, afhankelijk van het al of niet meerekenen van de 'dubbel-afwezige' (dubbel 0, dubbel Afwezig, dubbel Nee) overeenkomsten. 
Indien gewenst kunnen ook attributen of variabelen met elkaar vergeleken worden, met vergelijkbare formules (deze zijn hier niet uitgeschreven).

### Similariteiten
Voorbeelden van similariteiten zijn correlaties en cosinus. Correlatiecoëfficiënten  nemen waarden aan van -1 tot +1, waarbij bij de hoogste waarde staat voor de hoogste mate van overeenkomst (similariteit) en de kleinste distantie (dissimilariteit). Om als distantiemaat te kunnen fungeren moeten ze dus getransformeerd worden.
| afko.                                         | naam                                                             | formule | waarin: | range   |
| --------------------------------------------- | ---------------------------------------------------------------- | --- | --- | ------- |
| {\displaystyle r}                             | Pearsons product-moment correlatiecoëfficiënt (algemene formule) | {\displaystyle r_{ij}={\frac {m\cdot \sum _{k=1}^{m}y_{ik}\cdot y_{jk}-\sum _{k=1}^{m}y_{ik}\cdot \sum _{k=1}^{m}y_{jk}}{{\sqrt {m\cdot \sum _{k=1}^{m}y_{ik}^{2}-(\sum _{k=1}^{m}y_{ik})^{2}}}\cdot {\sqrt {m\cdot \sum _{k=1}^{m}y_{jk}^{2}-(\sum _{k=1}^{m}y_{jk})^{2}}}}}} | {\displaystyle r_{ij}} = correlatie {\displaystyle y_{ik}} = waarde voor object i en variabele k {\displaystyle y_{jk}} = waarde voor object j en variabele k m = aantal waarden  | [-1,+1] |
| {\displaystyle \rho _{S}}                     | Spearmans rangcorrelatiecoëfficiënt                              | {\displaystyle \rho _{ij}=1-{\frac {6\cdot \sum _{k=1}^{m}(y_{ik}-y_{jk})^{2}}{m\cdot (m^{2}-1)}}} | {\displaystyle \rho _{ij}} = rangcorrelatiecoëfficiënt yik en yjk zijn rangnummers binnen de variabelen Yi en Yj                                                                  | [-1,+1] |
| {\displaystyle phi}, {\displaystyle \varphi } | puntcorrelatie, associatiecoëfficiënt                            | {\displaystyle \varphi _{ij}={\frac {BC-AD}{\sqrt {(A+B)(A+C)(B+C)(C+D)}}}} | {\displaystyle \varphi _{ij}} = puntcorrelatie yik en yjk zijn presenties: 0 of 1                                                                                                 | [-1,+1] |
| {\displaystyle \cos }                         | cosinus van de hoek α tussen de vectoren door de oorsprong       | {\displaystyle \cos _{ij}={\frac {\sum _{k=1}^{m}(y_{ik}\cdot y_{jk})}{\sqrt {\sum _{k=1}^{m}(y_{ik})\cdot \sum _{k=1}^{m}(y_{jk})}}}} voor binaire variabelen wordt de formule: {\displaystyle Cos_{ij}={\frac {c}{\sqrt {a\cdot b}}}}                                        | {\displaystyle \cos _{ij}} = cosinus {\displaystyle y_{ik}} = waarde voor object i en variabele k {\displaystyle y_{jk}} = waarde voor object j en variabele k m = aantal waarden | [-1,+1] |

Een andere correlatiecoëfficiënt is de punt-biseriële correlatiecoëfficiënt, evenals de puntcorrelatie een variant van de Pearsons product-momentcorrelatiecoëfficiënt.
Overige maten voor similariteit, zoals de coëfficiënten van Jaccard, Sörensen, Whittaker en Motyka worden besproken bij de distanties.

### Distanties
Voorbeelden van indices voor distanties.
| afkorting | naam coëfficiënt | formule | waarin: m = aantal variabelen | range   |
| --------- | --- | --- | --- | ------- |
| MD        | Minkowski distance, geïnduceerd door de Lr-norm (algemene formule)                                                             | {\displaystyle MD_{ij}=(\sum _{k=1}^{m}{\mid y_{ik}-y_{jk}\mid }^{r})^{\frac {1}{r}}} | MDij = distantie tussen objecten i en j yik = waarde voor object i en variabele k yjk = waarde voor object j en variabele k m = aantal attributen met positieve waarden r is een constante (1 of 2) |         |
| CBD       | city block distance, Manhattan-metriek                                                                                         | {\displaystyle {CBD}_{ij}=\sum _{k=1}^{m}{\mid y_{ik}-y_{jk}\mid }} | MDij = distantie tussen objecten i en j yik = waarde voor object i en variabele k yjk = waarde voor object j en variabele k m = aantal attributen met positieve waarden r is een constante (1 of 2) | [0, ∞)  |
| ED        | euclidische afstand | {\displaystyle {ED}_{ij}=(\sum _{k=1}^{m}{{(y_{ik}-y_{jk})}^{2})}^{\frac {1}{2}}} | MDij = distantie tussen objecten i en j yik = waarde voor object i en variabele k yjk = waarde voor object j en variabele k m = aantal attributen met positieve waarden r is een constante (1 of 2) | [0, ∞)  |
| MCD       | mean character distance | {\displaystyle {MCD}_{ij}={\frac {1}{m}}\cdot \sum _{k=1}^{m}{\mid y_{ik}-y_{jk}\mid }} | MDij = distantie tussen objecten i en j yik = waarde voor object i en variabele k yjk = waarde voor object j en variabele k m = aantal attributen met positieve waarden r is een constante (1 of 2) | [0, ∞)  |
| GE        | gemiddelde euclidische afstand euclidische vorm van MCD                                                                        | {\displaystyle {GE}_{ij}={\frac {1}{m}}\cdot (\sum _{k=1}^{m}{{(y_{ik}-y_{jk})}^{2})}^{\frac {1}{2}}} | MDij = distantie tussen objecten i en j yik = waarde voor object i en variabele k yjk = waarde voor object j en variabele k m = aantal attributen met positieve waarden r is een constante (1 of 2) | [0, ∞)  |
|           | | | |         |
| DM        | distance metric (algemene formule)                                                                                             | {\displaystyle DM_{ij}=\left(\sum _{k=1}^{m}{\frac {{\mid y_{ik}-y_{jk}\mid }^{r}}{(y_{ik}+y_{jk})^{r}}}\right)^{\frac {1}{r}}}                                                                                    | DMij = distantie tussen objecten i en j yik = waarde voor object i en variabele k yjk = waarde voor object j en variabele k m = aantal attributen met positieve waarden r is een constante (1 of 2) |         |
| CM        | Canberra metric | {\displaystyle CM_{ij}=\sum _{k=1}^{m}{\frac {\mid y_{ik}-y_{jk}\mid }{(y_{ik}+y_{jk})}}} | DMij = distantie tussen objecten i en j yik = waarde voor object i en variabele k yjk = waarde voor object j en variabele k m = aantal attributen met positieve waarden r is een constante (1 of 2) | [0, ∞)  |
| HM        | Hodson's metric, euclidische vorm van CM                                                                                       | {\displaystyle HM_{ij}=\left(\sum _{k=1}^{m}{\frac {{(y_{ik}-y_{jk})}^{2}}{(y_{ik}+y_{jk})^{2}}}\right)^{\frac {1}{2}}}                                                                                            | DMij = distantie tussen objecten i en j yik = waarde voor object i en variabele k yjk = waarde voor object j en variabele k m = aantal attributen met positieve waarden r is een constante (1 of 2) | [0, ∞)  |
| CD        | coefficient of divergence | {\displaystyle CD_{ij}={\frac {1}{m}}\cdot \left(\sum _{k=1}^{m}{\frac {{(y_{ik}-y_{jk})}^{2}}{(y_{ik}+y_{jk})^{2}}}\right)^{\frac {1}{2}}}                                                                        | DMij = distantie tussen objecten i en j yik = waarde voor object i en variabele k yjk = waarde voor object j en variabele k m = aantal attributen met positieve waarden r is een constante (1 of 2) | [0, 1]  |
|           | | | |         |
| M         | distantie naar Motyka, percentage dissimilarity distantie naar Czekanowsky, kwantitatieve vorm van Sørensen (algemene formule) | {\displaystyle M_{ij}={\frac {\sum _{k=1}^{m}{y_{ik}}+\sum _{k=1}^{m}{y_{jk}}-2\cdot \sum _{k=1}^{m}{\min(y_{ik},y_{jk})}}{\sum _{k=1}^{m}{y_{ik}}+\sum _{k=1}^{m}{y_{jk}}}}}                                      | Mij = distantie tussen objecten i en j yik = waarde voor object i en variabele k yjk = waarde voor object j en variabele k m = aantal attributen met positieve waarden                              | [0, 1]  |
| S         | distantie naar Sørensen, distantie naar Dice, 1-coefficient of community                                                       | {\displaystyle S_{ij}={\frac {a+b-2c}{a+b}}} | Mij = distantie tussen objecten i en j yik = waarde voor object i en variabele k yjk = waarde voor object j en variabele k m = aantal attributen met positieve waarden                              | [0, 1]  |
| W         | distantie naar Whittaker, kwantitatieve vorm van Jaccard                                                                       | {\displaystyle W_{ij}={\frac {\sum _{k=1}^{m}{y_{ik}}+\sum _{k=1}^{m}{y_{jk}}-2\cdot \sum _{k=1}^{m}{\min(y_{ik},y_{jk})}}{\sum _{k=1}^{m}{y_{ik}}+\sum _{k=1}^{m}{y_{jk}}-\sum _{k=1}^{m}{\min(y_{ik},y_{jk})}}}} | Mij = distantie tussen objecten i en j yik = waarde voor object i en variabele k yjk = waarde voor object j en variabele k m = aantal attributen met positieve waarden                              | [0, 1]  |
| J         | distantie naar Jaccard | {\displaystyle J_{ij}={\frac {a+b-2c}{a+b-c}}} | Mij = distantie tussen objecten i en j yik = waarde voor object i en variabele k yjk = waarde voor object j en variabele k m = aantal attributen met positieve waarden                              | [0, 1]  |
|           | | | |         |
| H         | heterogeniteit | {\displaystyle H_{ij}=\sum _{k=1}^{m}{\mid y_{ik}-y_{jk}\mid }} | yik en yjk zijn numerieke waarden | [0, ∞)  |
| H         | heterogeniteit | {\displaystyle H_{ij}=a+b-2c} | a, b en c: zie hierbovenstaande tabel | [0, ∞)  |
|           | | | |         |
| SM'       | complement van simple matching coefficient                                                                                     | {\displaystyle {SM'}_{ij}={\frac {A+D}{A+B+C+D}}} | A, B, C en D: zie hierbovenstaande tabel | [0, 1]  |
| YC        | Yule-coefficient | {\displaystyle YC_{ij}={\frac {A\cdot D-B\cdot C}{A\cdot D+B\cdot C}}} | A, B, C en D: zie hierbovenstaande tabel | [-1, 1] |
| χ2        | Chi-kwadraat afstand | {\displaystyle \chi _{ij}^{2}={\frac {(A+B+C+D)\cdot (A\cdot D-B\cdot C)^{2}}{(A+B)\cdot (C+D)\cdot (A+C)\cdot (B+D)}}}                                                                                            | A, B, C en D: zie hierbovenstaande tabel | [0, ∞)  |

### Distantiematrix
Een distantiematrix is een vierkante, symmetrische matrix met voor elk paar van objecten de onderlinge distanties. Een dergelijke matrix is symmetrisch, omdat de distantie tussen objecten {\displaystyle a} en {\displaystyle b} gelijk is aan de distanties tussen de objecten {\displaystyle b} en {\displaystyle a}. Op de diagonaal staan de distanties van de objecten tot zichzelf: 0.
Distantiematrices worden onder andere gebruikt bij ordinatietechnieken op basis van een distantiematrix, zoals polaire ordinatie (PO), principal coordinates analysis, PCoA of metric multidimensional scaling, en nonmetric multidimensional scaling (NMDS).
Een matrix met similariteiten in plaats van distanties wordt ook wel resemblance matrix genoemd.